# Tram TEL Ce 2/2 1-12
Le elettromotrici Ce 2/2 delle Tramvie Elettriche Luganesi, numerate da 1 a 12, erano una serie di vetture tranviarie che prestarono servizio sulla rete di Lugano.

## Storia
Nel 1910 la rete tranviaria di Lugano, inizialmente alimentata a corrente alternata trifase, venne convertita alla corrente continua, rendendo così necessaria la sostituzione delle originarie elettromotrici Ce 1/2 numerate da 1 a 4.
Le nuove vetture, di tipo Ce 2/2 e numerate da 1 a 12, furono costruite dalla Schlieren con parte elettrica Alioth. Delle dodici vetture complessive, quelle numerate da 1 a 3 erano di potenza maggiore, per il servizio sull'acclive linea 4 per la stazione ferroviaria.
In epoca successiva, in seguito all'eliminazione della terza classe, le vetture divennero di seconda, e vennero pertanto riclassificate Be 2/2.
In seguito alla riduzione della rete tranviaria, progressivamente sostituita dalla rete filoviaria, la vettura 3 fu venduta alla Ferrovia Lugano-Ponte Tresa, che la utilizzò come veicolo di servizio fino al 1970; la vettura 4 venne invece noleggiata alla Ferrovia Lugano-Cadro-Dino, che la utilizzò per il servizio sulla tratta urbana dalle caratteristiche tranviarie, dal centro di Lugano alla località La Santa.